# Guillaume d'Orange (chanson de geste)
Pour les articles homonymes, voir Guillaume d'Orange.

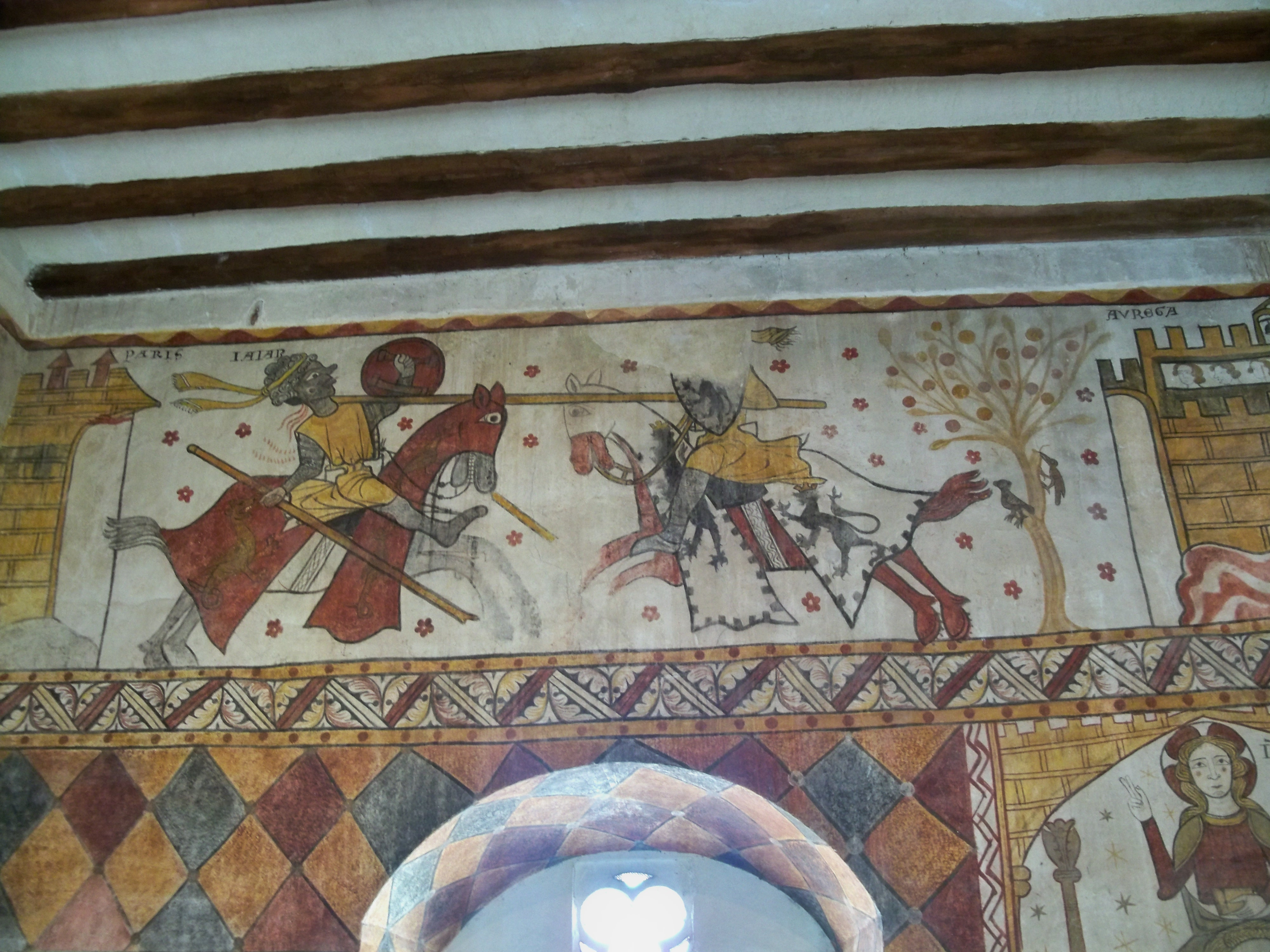
Guillaume d'Orange vainc le géant Isoré, fresque de la Tour Ferrande à Pernes-les-Fontaines

Guillaume d'Orange, aussi appelé Guillaume Fièrebrace ou Guillaume de Rodès ou Guillaume au court nez (aussi orthographié Guillaume au Cornet), est un personnage de la littérature médiévale, qui apparaît dans plusieurs chansons de gestes rattachées à la matière de France (Geste de Garin de Monglane), dans lesquelles il est le fils d'Aymeri de Narbonne. 
Il a été principalement inspiré par un comte de Toulouse du VIIIe siècle, Guillaume de Gellone, futur saint Guilhem, ainsi que par d'autres « Guillaume », comme Guillaume Ier de Provence.

## Les modèles de Guillaume d'Orange
Guillaume de Gellone, peut-être cousin de Charlemagne, est, à la fin du VIIIe siècle, comte de Toulouse et conseiller de Louis, fils de Charlemagne, roi d'Aquitaine depuis 781. Après avoir conquis Barcelone en 801 et été mis à la tête de la marche d'Espagne, Guillaume fonde en 804 un monastère, l'abbaye de Gellone, où il se retire en 806 et où il meurt vers 812. Il est canonisé au XIe siècle sous le nom de saint Guilhem et Gellone devient Saint-Guilhem-le-Désert.
Guillaume Ier de Provence remporte la bataille de Tourtour en 973.

## Caractéristiques du personnage de Guillaume d'Orange
Guillaume est un personnage très fougueux qui s'illustre dans de nombreux combats particulièrement brutaux contre les armées sarrasines. Il est totalement dévoué à l'empereur Louis qui en retour fait plusieurs fois preuve d'ingratitude à son égard, une fois couronné roi. Le roi Louis épousera Blanchefleur, la sœur de Guillaume.
Lors d'un combat singulier contre un champion sarrasin, le roi Corsolt, pour la défense de Rome, il a une partie du nez qui est coupée, ce qui lui vaudra le surnom de « Guillaume au court nez » (Guillaume au Cort Nès).
Par sa vaillance et sa prestance, il séduit Orable une jeune princesse païenne d'Orange qui se convertit au christianisme pour devenir son épouse, sous le nom de Guibourc. Les textes n'indiquent pas qu'ils aient eu des enfants ensemble. Le père d'Orable avait décidé de lui faire épouser le roi païen Thibaut et voulait offrir à celui-ci un magnifique cheval nommé Baucent. Guillaume réussit à s'emparer de Baucent qui devient sa monture lors de ses exploits guerriers.
Un neveu de Guillaume d'Orange, Vivien (ou Vivian), fils de Garin d'Anséune, est également un personnage important des chansons de geste (Les Enfances Vivien, Aliscans).

## Les autres personnages des chansons de geste sur Guillaume d'Orange
L'orthographe des noms est variable selon les manuscrits. On constate même parfois des confusions entre plusieurs personnages.
- Aymeri de Narbonne : son père
- Hermengarde de Pavie : sa mère
- Hernaut d'Orléans (ou de Gironde)
- Aymeri le Chétif, Buèves de Commarchis, Foulques de Candie (ou Garin d'Ancezune), Bernart de Brabant et Guibert (ou Guibelin le Menres) : ses frères
- Blanchefleur : une de ses cinq sœurs ; elle épouse le roi Louis, fils héritier de Charlemagne.
- Guibourc : son épouse, à l'origine Orable, fille du roi sarrazin Desramé, elle se convertit au christianisme et prend le nom de Guibourc (francisation du prénom germanique Witburgis, prénom de la seconde épouse de Guillaume de Gellone)
- Vivien : son neveu, fils de Foulques de Candie
- Charlemagne : l'empereur
- Le roi Louis : il correspond à Louis le Pieux, le fils de Charlemagne héritier de l'empire en 814
- Renouard (ou Rainouart) : personnage fruste, c'est un géant à la force herculéenne. Il a été enlevé par des marchands dans sa jeunesse puis vendu au roi de France ; il est en fait le fils du roi sarrazin Desramé et le frère de la princesse Orable
- Désramé : roi sarrazin, père de Guibourc et de Renouard. Son nom est une déformation d'Abdérame, francisation d'Abd al-Rahmān  (en arabe عبد الرحمان serviteur du Miséricordieux), nom fréquent des califes de Cordoue.

## Principales chansons de gestes mettant en scène Guillaume d'Orange

### Liste des chansons
À l'exception de La Chanson de Guillaume, toutes ces chansons sont rattachées au cycle de Guillaume d'Orange.
Dans la liste ci-dessous, les dates indiquées correspondent aux plus anciens manuscrits connus. Il est probable que certains textes ont existé préalablement, sous forme écrite ou orale.
- XIIe siècle :
  - La Chanson de Guillaume
  - Le Charroi de Nîmes (Li Charrois de Nymes)
  - La Prise d'Orange
  - Le Couronnement de Louis (Coronement Looïs)
  - Le Moniage Guillaume
  - Aliscans
- XIIIe siècle :
  - Aimeri de Narbonne
  - Girart de Vienne
  - Les Enfances Guillaume

### La Chanson de Guillaume
Parmi les chansons de geste relatant les faits et gestes de Guillaume d'Orange, La Chanson de Guillaume (Chançun de Willame) est la seule qui n'a pas été rattachée au cycle de Guillaume d'Orange. Elle est conservée dans un seul manuscrit connu, plus ancien que tous les manuscrits connus contenant les autres chansons de geste concernant Guillaume d'Orange.

### Les Enfances Guillaume
La chanson Les Enfances Guillaume raconte les « débuts » de Guillaume d'Orange.

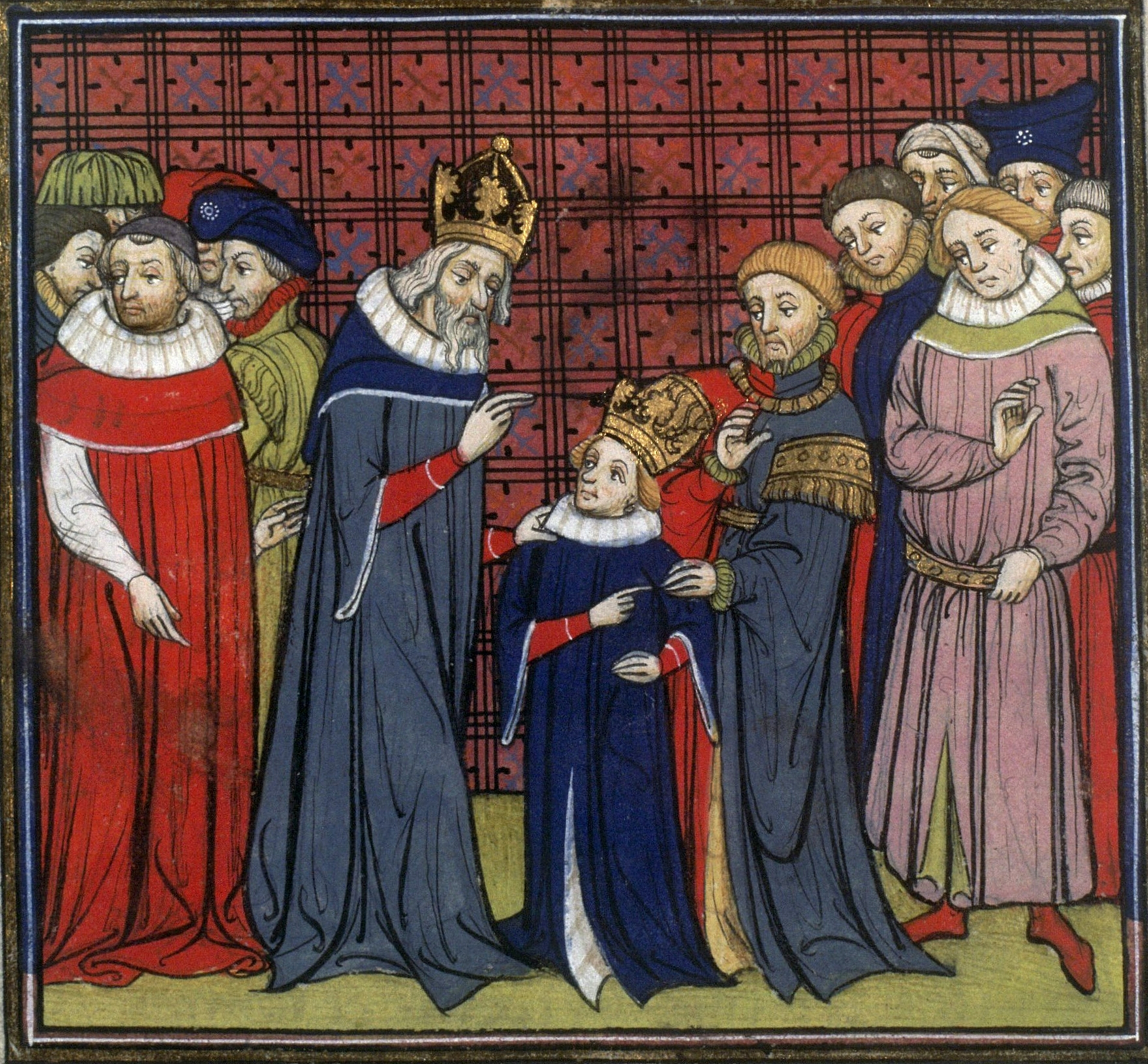
Charlemagne et son fils Louis

Aymeri est dans les jardins de sa propriété de Narbonne, avec ses fils et sa femme, quand arrive un messager qui demande à Aymeri d'emmener ses quatre fils ainés à Saint-Denis où ils seront au service de Charlemagne quelques années avant d'être adoubés chevaliers. Guillaume est le seul qui soit mécontent, il ne se voit pas attendre plusieurs années avant d'aller combattre les Sarrasins. Il est finalement convaincu par ses parents et accepte d'accompagner son père et ses frères, laissant sa mère sans grande protection à Narbonne. En chemin ils croisent une troupe de Sarrasins qui viennent d'Orange pour apporter au roi Thibaut un magnifique cheval, nommé Baucent, comme cadeau pour son prochain mariage avec la princesse musulmane Orable qui vit avec son père et ses frères à Orange. Aymeri et ses enfants battent les Sarrasins et Guillaume s'empare de Baucent. Il est troublé par la description d'Orable faite par un Sarrasin et en tombe instantanément amoureux ; il jure de l'épouser après qu'elle se sera convertie au christianisme. Il confie au Sarrasin un message pour Orable, ainsi qu'un épervier en cadeau. Recevant le message et le cadeau, Orable tombe à son tour amoureuse de Guillaume et lui envoie un messager. Guillaume lui envoie en retour un anneau en or pour qu'elle continue à penser à lui.
Aymeri et ses fils arrivent à la cour de l'empereur qui, impressionné par la bravoure et la vigueur de Guillaume décide d'adouber immédiatement les quatre frères. Pendant ce temps, le roi Thibaut, prévenu du départ d'Aymeri, a décidé d'assiéger Narbonne. Le siège durant trop longtemps, il décide de se rendre à Orange épouser Orable sans plus attendre. Hermengarde a réussi à envoyer un messager à son mari pour lui demander secours, tandis qu'Orable envoie un message à Guillaume pour l'avertir qu'elle ne pourra éviter d'épouser Thibaut s'il ne lui vient pas en aide. Guillaume choisit de porter secours à sa mère à Narbonne, tandis qu'Orable use de sa magie pour empêcher le déroulement de la nuit de noces avec Thibaut qui retourne au siège d'Orange.
Charlemagne accompagne Guillaume lorsqu'il quitte Saint-Denis pour Narbonne. En cours de route il lui fait part de son inquiétude au sujet de son fils héritier Louis. Il a en effet peur qu'après sa mort, les Français refusent de lui obéir. Guillaume fait alors le serment de protéger le jeune héritier. Charlemagne rassuré retourne à Saint-Denis.
Lorsque Guillaume, son père et ses frères arrivent à Orange, ils repoussent l'armée des Sarrasins et Thibaut est contraint de s'enfuir avec les survivants dans des navires, abandonnant sur place de grandes richesses.
La chanson se termine par l'annonce que l'empereur Charlemagne se sentant affaibli, demande à Guillaume de venir à Aix-la-Chapelle protéger son fils Louis que les pairs du royaume veulent exclure du trône. Guillaume va alors honorer sa promesse, ce qui fera l'objet d'une autre chanson de geste intitulé Le Couronnement de Louis.

### Le Couronnement de Louis
L'empereur Charlemagne, se sentant affaibli, a décidé de faire couronner roi, son fils Louis dans la chapelle palatine d'Aix-la-Chapelle devant une cour plénière. Il prévient son fils qu'il n'aura la couronne que s'il la mérite par son courage et ses actions guerrières contre les Sarrasins. Le futur roi est effrayé par l'avenir qui l'attend et n'ose pas prendre la couronne que son père veut lui donner. Le duc Hernaut d'Orléans (à ne pas confondre avec le frère aîné de Guillaume d'Orange) en profite pour proposer à Charlemagne de prendre Louis en tutelle pour voir s'il peut le transformer en vrai chevalier, mais son objectif réel est de prendre la tête de l'empire. Charlemagne accepte, mais Guillaume d'Orange a été prévenu de la machination d'Hernaut. Il se précipite dans la chapelle et assomme mortellement Hernaut. Il prend alors la couronne et la dépose sur la tête de Louis à la plus grande joie de l'empereur qui accepte de retarder son abdication le temps que Guillaume puisse exécuter un pèlerinage à Rome auquel il tient beaucoup.
Lors de ce pèlerinage, le roi sarrasin Gallafre s'apprête à ravager Rome. Il propose au pape que le sort de la cité soit décidé par un combat singulier entre deux champions. Le champion sarrasin est le roi Corsolt, un géant terrifiant. Bien sûr, le pape choisit Guillaume d'Orange comme champion. Celui-ci va finir vainqueur mais, au cours du combat, Corsolt va découper le bout du nez de Guillaume qui prendra ainsi le surnom de « Guillaume au Court Nez ».

### Le Charroi de Nîmes

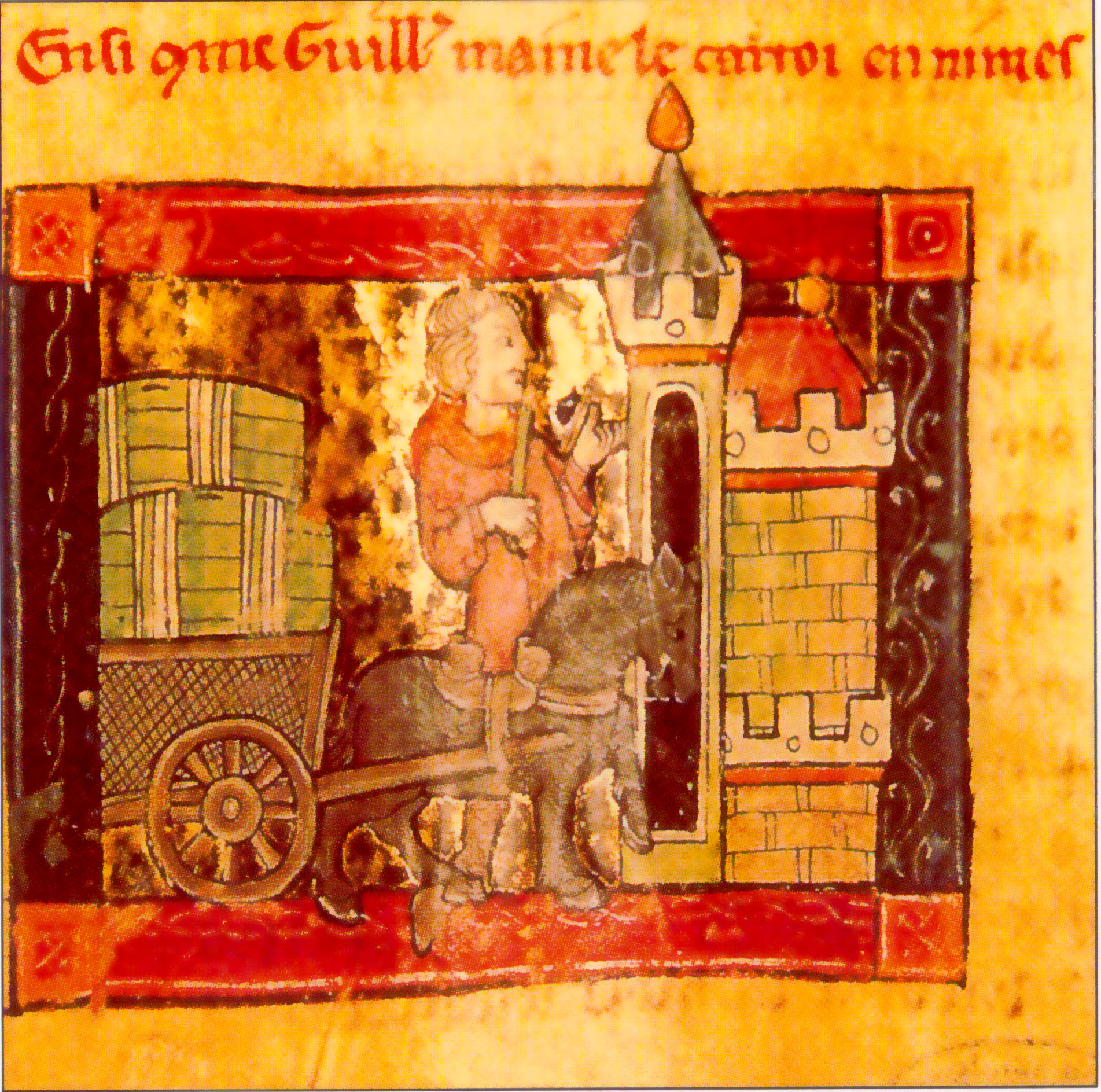
Guillaume prend Nîmes en ayant caché ses hommes dans des tonneaux de vin, Bibliothèque de Boulogne sur Mer

Cette chanson fait suite à la chanson Le Couronnement de Louis. Le roi Louis qui vient d'être couronné avec l'aide de Guillaume, a distribué des fiefs à ses vassaux mais a visiblement oublié Guillaume qui lui exprime sa vive colère face à ce qu'il considère comme une grande ingratitude. Pour calmer sa colère Louis fait plusieurs propositions à Guillaume qui les refuse par orgueil. Finalement Guillaume obtient la marche d'Espagne (à l'époque sous domination sarrasine) ainsi que Tortolose (Toulouse), Portpaillart-sur-mer, Nîmes et Orange. Pour conquérir Nîmes, il va utiliser un stratagème qui rappelle celui du cheval de Troie. En effet, un millier de chevaliers français se cachent dans des tonneaux placés sur des charrettes (un « charroi » est un transport par charriot) conduites dans la ville par Guillaume déguisé en paysan. À son signal ils surgissent hors des tonneaux en criant « Montjoie ! » et se rendent maîtres de la cité.

### La Prise d'Orange
La chanson commence par l'arrivée d'un homme exténué qui se présente au devant de Guillaume et de ses chevaliers, il s'appelle Gilbert et a été captif des Sarrasins à Orange pendant trois ans avant de réussir à s'échapper. Les descriptions faites par le fugitif réveillent le souvenir d'Orable chez Guillaume qui décide de s'introduire dans la ville en se déguisant en Sarrasin, accompagné de son neveu Guielin et de Gilbert. Les trois hommes arrivent à approcher le roi sarrasin qui gouverne Orange, il s'appelle Arragon et il est le fils du roi Thibaut. Arragon accepte d'emmener les trois compagnons rendre visite à Orable qui réside dans la tour de la Gloriette. Là, Guillaume est démasqué mais les Français réussissent à repousser les Sarrasins et s'enferment dans la tour en compagnie d'Orable qui leur fournit armes et armures. Cependant les Sarrasins utilisent un souterrain secret qui leur permet de pénétrer dans la Gloriette et de faire prisonniers les trois chrétiens et Orable. Cependant celle-ci montre un autre passage secret qui permet de rejoindre le Rhône. C'est Gilbert qui est envoyé en messager pour alerter Bertrand, l'oncle de Guillaume. Bertrand accourt avec une gigantesque armée ; tandis que le gros de son armée attend à proximité de la ville, il pénètre dans la cité à la suite de Gilbert, avec treize mille chevaliers, et rejoint Guillaume dans la Gloriette. Une fois sur place, les Français ouvrent alors les portes de la ville, permettant aux troupes stationnées à proximité de s'emparer d'Orange.
La chanson se termine par le baptême d'Orable qui devient Guibourc et par son mariage avec Guillaume.
Les noms de la chanson de geste sont francisés. Ainsi Orable est certainement la prononciation d'un nom sarrasin à la "française" comme celui de son père Desramé qui devait être Abd-al-Rahman II ou Abd-el-Rahman (qui a donné D-es-ramé) fils d'Al-Hakam I, chef sarrasin battu à la bataille des Aliscans. Après cette défaite, tous les Sarrasins sont rejetés hors du royaume. C'est la fin de l'occupation de ce qui est actuellement la France.

### Aliscans
Le poème commence par la terrible bataille d'Aliscans, qui oppose dix mille combattants français, emmenés par Vivien, le neveu de Guillaume d'Orange, aux armées sarrasines très nettement plus nombreuses. Vivien ayant juré de ne jamais reculer d'un pas devant les Sarrasins, entraîne les chevaliers chrétiens dans un combat inégal qui ne peut se terminer que par un désastre pour eux. Guillaume, qui se trouve à Orange, est prévenu de la situation et va venir au secours des combattants français. Il arrivera juste à temps pour assister à la mort de Vivien, dont il dépose la dépouille entre deux boucliers. La bataille d'Aliscans est une défaite pour les Français, mais Guillaume d'Orange réussit à échapper au massacre. Il parcourt le royaume pour mobiliser difficilement la chevalerie française. Le roi Louis qu'il a aidé à accéder au trône pour succéder à Charlemagne et qui est marié avec sa sœur Blanchefleur, se montre ingrat envers lui en étant réticent à lui mettre des troupes à disposition. Ce sont les interventions d'Hermengarde, la mère de Guillaume, et d'Aélis, la fille de Blanchefleur, qui convaincront le roi de mobiliser deux cent mille hommes au service de Guillaume.
Parmi les combattants qui se joignent à Guillaume, se trouve le géant Renouard, fruste mais à la force exceptionnelle, dont on apprendra qu'il est en fait le frère de Guibourc, l'épouse de Guillaume d'Orange convertie au christianisme. Il est le plus fort des guerriers qui vont accompagner Guillaume et c'est lui qui permet aux Français de gagner la seconde bataille d'Aliscans. À la fin du poème, il épouse Aélis.

### Le Moniage Guillaume

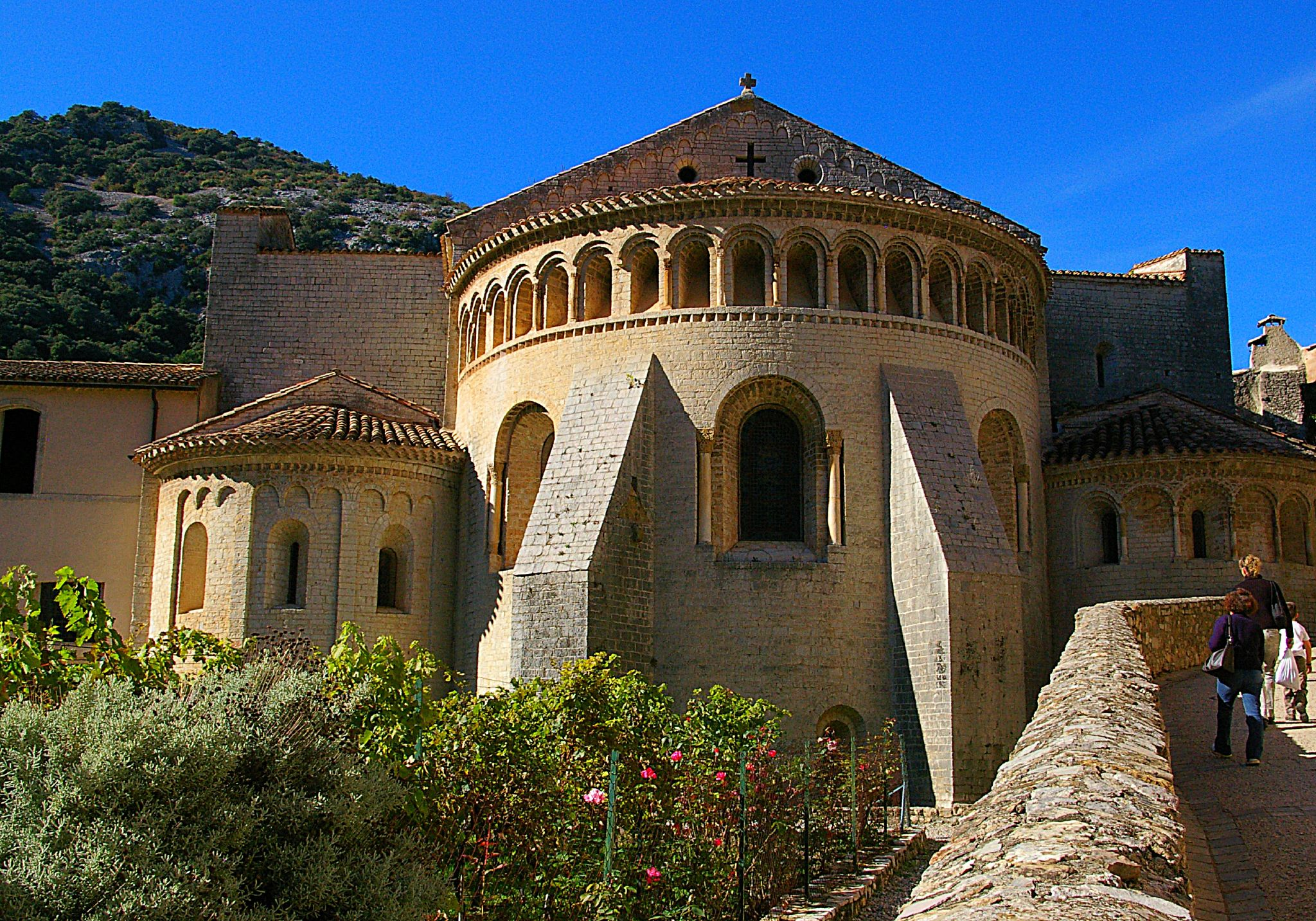
Saint-Guilhem-le-Désert

À la mort de Guibourc, Guillaume d'Orange décide de se retirer dans un monastère. Sa première expérience monacale se passe mal. Les moines se plaignent de se faire battre fréquemment par Guillaume qui, de plus, mange comme quatre. L'abbé décide d'envoyer Guillaume acheter du poisson et des vivres en espérant qu'il se fasse tuer par des larrons lorsqu'il traversera la forêt. Mais Guillaume réussit à tuer quatorze larrons en respectant sa promesse de n'utiliser d'armes que faites de chair et d'os. Comprenant que son destin n'est pas lié à ce monastère, il le quitte. S'ensuivra son dernier combat, contre le Diable, puis sa retraite définitive dans un monastère qu'il a construit lui-même.
La fin de cette chanson de geste rejoint la réalité, puisque Guillaume de Gellone fonda l'abbaye de Saint-Guilhem-le-Désert où il termina sa vie.

## Manuscrits
Plusieurs manuscrits contiennent des chansons de geste du cycle de Guillaume d'Orange. Certains de ces manuscrits sont classés en familles (A, B, C…) selon leurs ressemblances :
- ars : Paris, Arsenal, 6562, manuscrit endommagé et incomplet composé de 273 feuillets
- A1 : Paris, BNF, fr. 774, deux colonnes par page, 40 vers par colonne, milieu du XIIIe siècle
- A2 : Paris, BNF, fr. 1449, deux colonnes par page, 40 vers par colonne, milieu du XIIIe siècle
- A3 : Paris, BNF, fr. 368, trois colonnes par page, 50 vers par colonne, première moitié du XIVe siècle
- A4 : Milan, bibliothèque Trivulziana 1025, deux colonnes par page, 40 vers par colonne, dernier tiers du XIIIe siècle
- B1 : Londres, British Library, Royal 20 D XI, traits picards, trois colonnes par page, 53 vers par colonne, début du XIVe siècle
- B2 : Paris, BNF, fr. 24369 (anciennement connu sous la nomenclature La Vallière 23), deux colonnes par page, 44 vers par colonne, début du XIVe siècle, lire en ligne sur Gallica
- C : Boulogne-sur-Mer, Bibliothèque municipale, picard 192, deux  colonnes par page, 40 vers par colonne, daté du 16 avril 1295
- D : Paris, BNF, fr. 1448, deux colonnes par page, 42 à 45 vers par colonne, troisième ou dernier quart du XIIIe siècle
- E : Berne, Burgerbibliothek, 296
- F : Paris, BNF, fr. 2494
- M : Venise, Biblioteca nazionale Marciana, fr. VIII, ne contient que le poème Aliscans
- Paris, BNF, fr. n.a. 934 (fragment)

La chanson Aliscans est également présent sur des fragments d'un manuscrit (Fr. O. v. XIV. 6), conservés à la bibliothèque nationale de Russie à Saint-Pétersbourg.